# Elżbieta Klat-Górska
Elżbieta Klat-Górska (ur. 1965) – polska prawnik, dr hab. nauk prawnych, profesor uczelni Instytutu Prawa Cywilnego Wydziału Prawa, Administracji i Ekonomii Uniwersytetu Wrocławskiego.

## Życiorys
W 1989 ukończyła studia na Uniwersytecie Wrocławskim, 5 czerwca 2000 obroniła pracę doktorską Sprzedaż mienia Zasobu Własności Rolnej Skarbu Państwa, 21 listopada 2016 habilitowała się na podstawie pracy zatytułowanej Uwłaszczenie użytkowników wieczystych w drodze decyzji administracyjnej.
Awansowała na stanowisko profesora uczelni w Instytucie Prawa Cywilnego na Wydziale Prawa, Administracji i Ekonomii Uniwersytetu Wrocławskiego.